# 完璧な他人
『完璧な他人』（かんぺきなたにん、朝: 완벽한 타인）は、2018年の韓国のブラックコメディ映画。監督はイ・ジェギュ、出演はユ・ヘジン、チョ・ジヌン、イ・ソジンなど。イタリアのアカデミー賞に当たるダビッド・ディ・ドナテッロ賞で作品賞・脚本賞を受賞したイタリアのブラックコメディ映画『おとなの事情』（2016年）のリメイク作品。
日本では2019年に公開された。

## ストーリー
豊胸整形医のソクホと精神科医の妻・イェジンの新居である高級マンションに集まったかつての仲間たち。メンバーは亭主関白の弁護士と貞淑な専業主婦の夫婦、新婚のイケメン社長夫妻、新しい恋人を連れてくるはずが1人での参加となった教師。久しぶりの再会を喜ぶ彼らは、あるゲームを始める。それは携帯電話に来る電話、メール、カカオトークをすべて強制的に公開するというものだった。次々とスマホに届く着信やメールにより、和やかだった夜は一転して修羅場へと化していく。

## キャスト
思春期の娘を持つ夫婦
- チョン・ソクホ: チョ・ジヌン - 豊胸整形医。
- イェジン: キム・ジス - 精神科医。

倦怠期の夫婦
- カン・テス: ユ・ヘジン - 弁護士。亭主関白。
- スヒョン: ヨム・ジョンア - 専業主婦。

新婚夫婦
- コ・チュンモ: イ・ソジン - 事業家。
- セギョン: ソン・ハユン - 獣医。

バツイチの独身男
- ヨンベ: ユン・ギョンホ（朝鮮語版） - 元体育教師。

その他
- ソヨン: ジウ（朝鮮語版） - ソクホとイェジンの娘。

声のみの出演
- ヨンベの父: イ・スンジェ - 元校長。
- イェジンの父: イ・ドギョン（朝鮮語版）
- ミンス: キム・ミンギョ（朝鮮語版） - ヨンベの恋人。